# Henriette Barreau
Henriette-Marie Barreau est une actrice française.

## Théâtre

### Carrière à la Comédie-Française
Entrée en 1930
Nommée 397e sociétaire en 1937
Départ en 1950, réengagée pensionnaire de 1950 à 1958
- 1933 : Adam et Ève de Sacha Guitry, mise en scène Sacha Guitry, Comédie-Française : une femme
- 1937 : Asmodée de François Mauriac m.e.s. Jacques Copeau - mademoiselle (institutrice)
- 1952 : Britannicus de Racine, Comédie-Française, mise en scène, décors et costumes de Jean Marais, rôle d'Agrippine en alternance avec Marie Bell